# Fagrskinna
Il Fagrskinna è una saga dei re scritta intorno al 1220. Prende il nome da uno dei manoscritti in cui fu conservata: Fagrskinna infatti significa "Bella pergamena". Il Fagrskinna originale fu distrutto in un incendio ma sue copie e un'altra pergamena si sono conservate. Essendo stata una fonte importante per l'Heimskringla di Snorri Sturluson, il Fagrskinna è un testo di importanza centrale nel genere delle saghe dei re. Contiene una narrazione indigena della storia della Norvegia tra il IX e il XII secolo e include alcune estese citazioni di versi scaldici, alcuni dei quali non altrove preservatis. La saga descrive in grande enfasi le battaglie, come la Battaglia di Hjörungavágr e la Battaglia di Svolder. Si pensa che il libro sia stato scritto in Norvegia, da un islandese o un norvegese.